# Ogród zoologiczny w Bojnicach

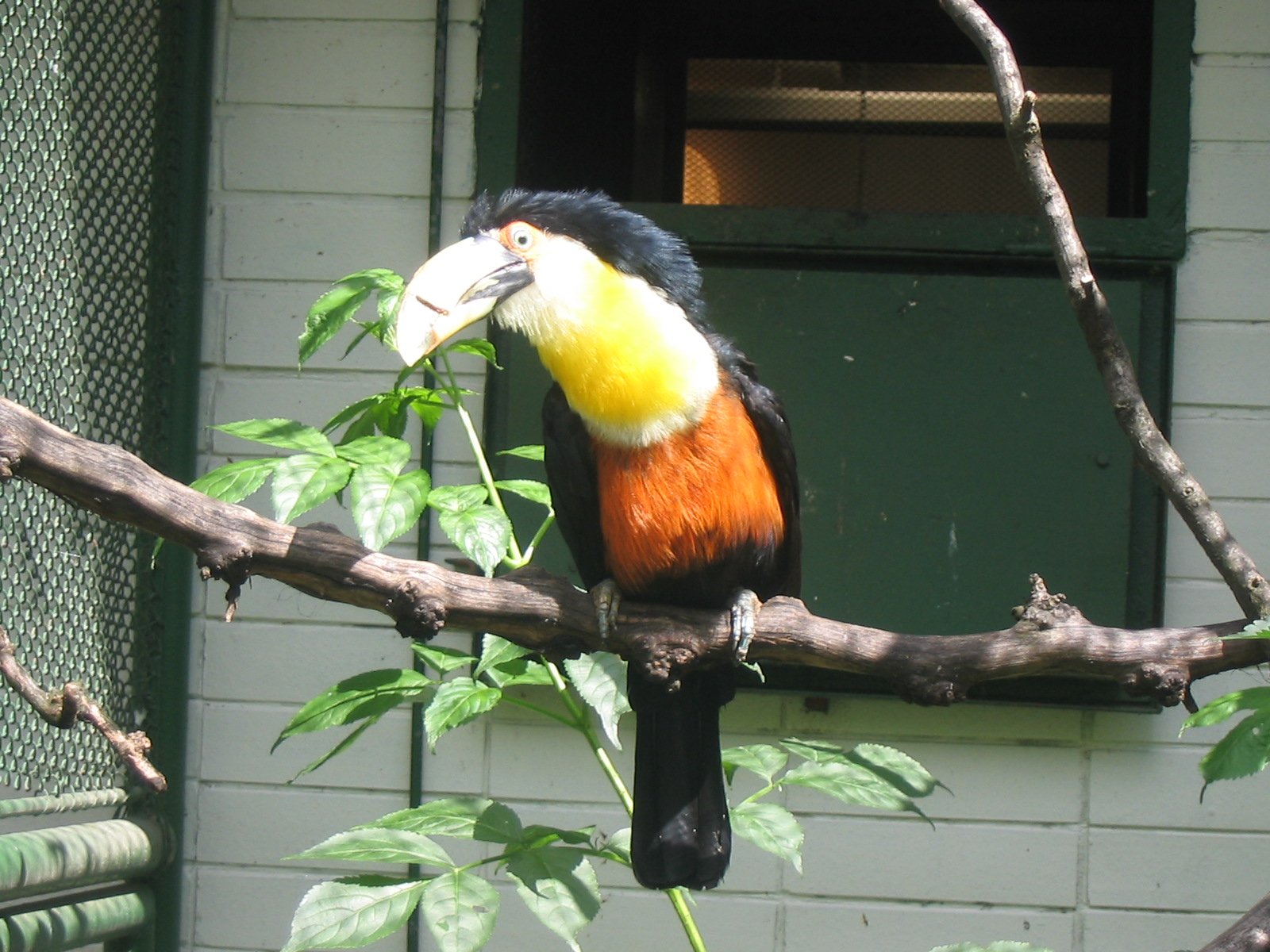
Tukan zielonodzioby w Bojnicach (2006)

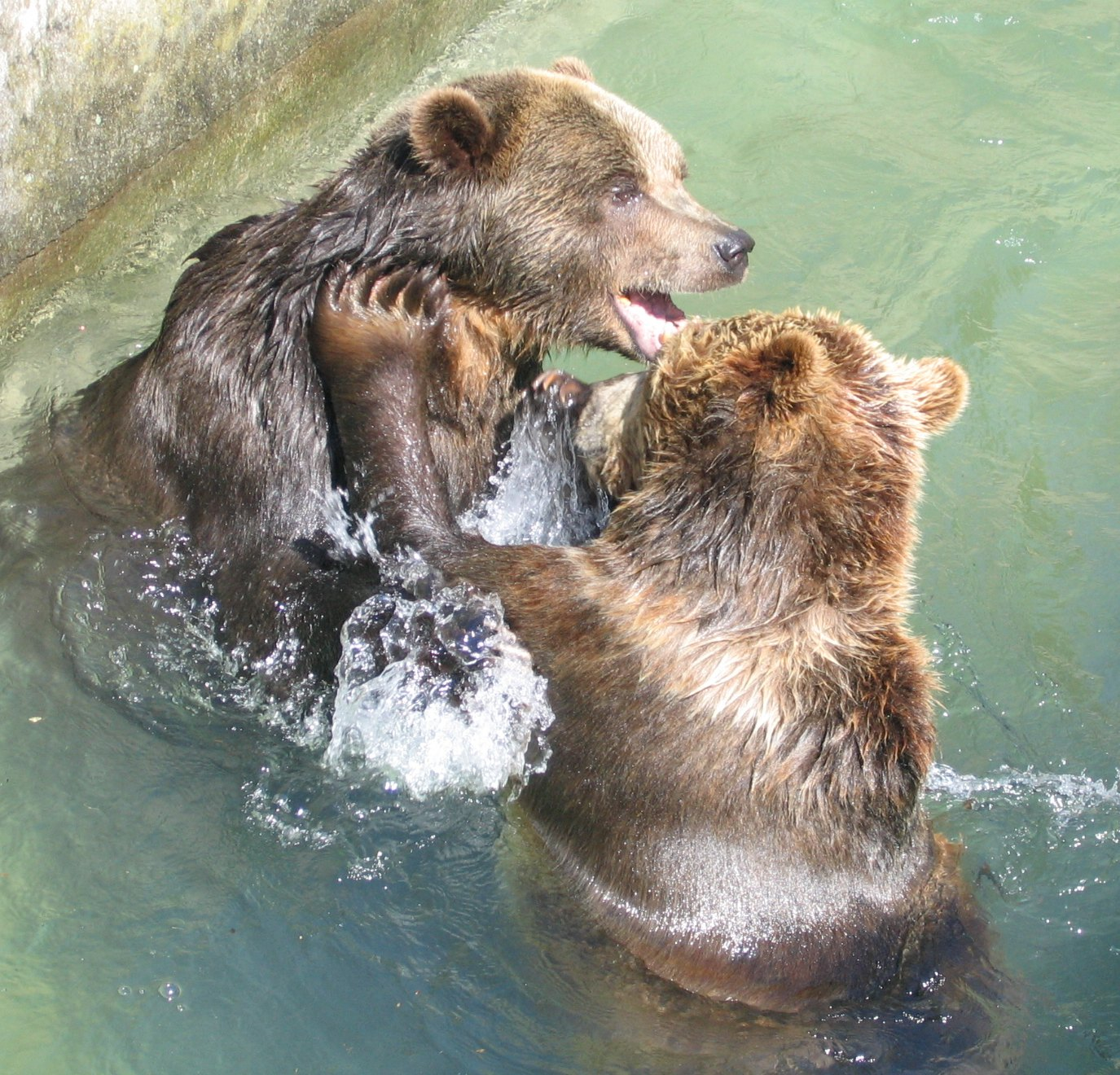
Niedźwiedzie brunatne w Bojnicach

Ogród zoologiczny w Bojnicach – najstarszy ogród zoologiczny na Słowacji, założony w 1955 roku w miejscowości Bojnice. Pod koniec 2005 roku znajdowało się w nim łącznie 1940 sztuk zwierząt z 318 gatunków.
Do najważniejszych gatunków zwierząt w ogrodzie zaliczają się:
Gady:
- żółw egipski (Testudo kleinmanni)
- krokodyl wąskopyski (Crocodylus cataphractus) – jako jedyne zoo w Europie Środkowej
- legwan kubański (Cyclura nubila)
- anakonda żółta (paragwajska) (Eunectes notaeus)
- boa kubański (Epicrates angulifer)
- boa madagaskarski (Sanzinia madagascariensis)

Ptaki:
- amazonka krasnogłowa (Amazona viridigenalis)
- kapturnica (Deroptyus accipitrinus)
- amazonetka (Amazonetta brasiliensis)
- bażant syjamski (Lophura diardi)
- tragopan mordolicy (Tragopan temminckii)
- ibis szkarłatny (Eudocimus ruber)
- bielik olbrzymi (Haliaeetus pelagicus)
- bielik zwyczajny (Haliaeetus albicilla)
- kondor wielki (Vultur gryphus)
- papuzica duża (Coracopsis vaza)
- dzioborożec karbodzioby (Aceros plicatus)
- dzioborożec baniastoczoły (Ceratogymna subcylindricus)
- tukan zielonodzioby (Ramphastos dicolorus) – jako jedyne zoo w Europie
- żuraw białoszyi (Grus vipio)
- koroniec błękitny (Goura scheepmakeri)
- koroniec siodłaty (Goura cristata)
- koroniec plamoczuby (Goura victoria)

Ssaki:
- lampart perski (Panthera pardus saxicolor)
- zebra Hartmanna (Equus zebra hartmannae)
- antylopa bongo (Tragelaphus euryceros isaaci)
- kudu wielkie (Tragelaphus strepsiceros)
- lemuria czarna (Eulemur macaco macaco)
- lemur czarno-czerwony (Varecia variegata rubra)
- lemur czarno-biały (Varecia variegata variegata)
- gereza abisyńska (Colobus guereza)
- słoń afrykański (Loxodonta africana)
- jeleń Dybowskiego (Cervus nippon dybowskii)
- ocelot argentyński (Oncifelis geoffroyi)
- ryś eurazjatycki (Lynx lynx)
- niedźwiedź brunatny (Ursus arctos)